# Дербеке
Дербеке (якут. Дэрбэкэ) — річка в Якутії, ліва притока Адичі (басейн Яни). Довжина — 389 км, площа водозбірного басейну — 14 100 км².

## Гідрографія
Бере початок на східному схилі Хунхадинского хребта, у скельній ущелині. Ухил річки тут 30,7 ‰. У середній течії виходить на широку (до 2 км) долину, ухил зменшується до 6,8 ‰. Дно галькові з великими уламками гірських порід, русло рясніє дрібними перекатами. Нижче річка виходить на Дербекінську западину, де ширина долини доходить до 5 км, а ухил зменшується до 0,3 ‰. Русло тут сильно меандрує серед термокарстових озер і стариць. У пониззі долина звужується до ущелини з майже стрімкими стінами. Річка йде одним потоком завширшки до 70 м, ухил річки збільшується до 1,9 ‰.

## Водний режим
Живлення річки снігове і дощове, частка підземного живлення мала. Замерзає в кінці вересня. Взимку перемерзає на час від одного до чотирьох місяців. Крижаний покрив руйнується в кінці травня. Повінь відбувається з кінця травня до початку червня (в середньому 40 днів), після чого наступають дощові паводки, що тривають до серпня.

## Сток і хімічний склад
Середньобагаторічний витрата води за 126 км від гирла за спостереженнями в середині XX століття становив 20,9 м³/с. Середньобагаторічний обсяг стоку в гирлі річки дорівнює 2,209 км³/рік.
За хімічним складом вода відноситься до гІдрокарбонатного класу і кальцієвої групі. Мінералізація води в період максимального стоку не більше 50 мг/л. Середня каламутність вод менше 25 г/м³.

## Господарське значення
У басейні річки вівся видобуток золота та олова.
Басейн річки привабливий для водного туризму, при цьому постійного населення тут немає.

## Притоки
Об'єкти перераховані за порядком від гирла до витоку.
- 6,2 км: Чистий
- 19 км: Зверина
- 21 км: Амбардах
- 28 км: Піонер
- 32 км: річка без назви
- 34 км: Тайга
- 39 км: Недеми
- 46 км: річка без назви
- 54 км: Отуулаах
- 55 км: Учасин
- 61 км: Укимагаан
- 68 км: Момуйа
- 73 км: Молтиркан
- 83 км: Аллараа-ЕмтЕ
- 85 км: Ірекек
- 85 км: Юйесее-Емте
- 97 км: Тенгкели
- 98 км: Кенде
- 107 км: Некучан
- 110 км: Утина
- 112 км: Роздольна
- 118 км: Болотна
- 149 км: Тенкелі
- 156 км: Бургочан
- 163 км: річка без назви
- 178 км: Егелях
- 184 км: Тойен
- 195 км: річка без назви
- 197 км: річка без назви
- 206 км: річка без назви
- 215 км: річка без назви
- 222 км: Сеєн
- 232 км: Сан-Юрях
- 236 км: річка без назви
- 254 км: річка без назви
- 268 км: річка без назви
- 272 км: річка без назви
- 283 км: Кутьот
- 289 км: Тюнгаріня
- 295 км: Соркулдуні
- 318 км: Ароганчан
- 319 км: річка без назви
- 328 км: Непкачан
- 332 км: річка без назви
- 344 км: Сакун
- 349 км: Омчіканджа
- 361 км: річка без назви
- 362 км: Арангасчаан
- 366 км: Бургавчан
- 374 км: річка без назви